# Пакофі
Пакофі (англ. Pacofi) — невключена територія на острові Морсбі у канадській провінції Британська Колумбія, перебуває у складі регіонального округу Норт-Коаст.

## Клімат
Громада знаходиться у зоні, котра характеризується морським кліматом. Найтепліший місяць — серпень із середньою температурою 15 °C (59 °F). Найхолодніший місяць — січень, із середньою температурою 1.7 °С (35 °F).
| Клімат Пакофі           | Клімат Пакофі | Клімат Пакофі | Клімат Пакофі | Клімат Пакофі | Клімат Пакофі | Клімат Пакофі | Клімат Пакофі | Клімат Пакофі | Клімат Пакофі | Клімат Пакофі | Клімат Пакофі | Клімат Пакофі | Клімат Пакофі |
| Показник                | Січ.          | Лют.          | Бер.          | Квіт.         | Трав.         | Черв.         | Лип.          | Серп.         | Вер.          | Жовт.         | Лист.         | Груд.         | Рік           |
| Середній максимум, °C   | 5             | 6             | 7             | 9             | 12            | 15            | 18            | 19            | 16            | 12            | 7             | 5             | 10            |
| Середня температура, °C | 2             | 3             | 4             | 6             | 8             | 11            | 14            | 15            | 12            | 9             | 4             | 2             | 7             |
| Середній мінімум, °C    | 0             | 0             | 0             | 2             | 4             | 7             | 10            | 10            | 8             | 5             | 1             | 0             | 3             |
| Норма опадів, мм        | 542           | 492           | 386           | 353           | 232           | 165           | 117           | 129           | 338           | 676           | 537           | 574           | 4540          |
| ----------------------- | ------------- | ------------- | ------------- | ------------- | ------------- | ------------- | ------------- | ------------- | ------------- | ------------- | ------------- | ------------- | ------------- |
| Джерело: Weatherbase    |               |               |               |               |               |               |               |               |               |               |               |               |               |